# Assemblée nationale (Népal)
Pour les autres articles nationaux ou selon les autres juridictions, voir Assemblée nationale.
IIe Parlement fédéral
Centre international des congrès (en)
L'Assemblée nationale (en népalais : राष्ट्रिय सभा romanisé : Rastriya Sabha) est la chambre haute du Parlement fédéral bicaméral du Népal, depuis l'entrée en vigueur de la Constitution de 2015. Elle est composée de 59 membres dont 56 élus au scrutin indirect et 3 nommés par le président pour des mandats de six ans, le renouvellement de la chambre ayant lieu par tiers tous les deux ans.
Avec celle du Tadjikistan, il s'agit de la seule chambre haute d'un parlement bicaméral portant le nom d'Assemblée nationale, ce terme étant habituellement utilisé pour désigner les chambres basses ou les parlements monocaméraux.

## Pouvoirs
En tant que chambre haute du parlement, l'Assemblée nationale partage plusieurs des pouvoirs de la chambre basse, dite Chambre des représentants. Elle peut ainsi proposer des lois, et amender ou rejeter des projets de loi votés par la chambre basse. Elle ne peut cependant pas voter le budget ni voter de motion de censure à l'encontre du gouvernement.
Ses membres peuvent destituer le président de la République en session conjointe avec ceux de la Chambre des représentants, à la majorité des deux tiers.

## Système électoral

Les sept provinces du Népal.

L'Assemblée nationale est composée de 59 membres dont 56 élus au scrutin indirect et 3 nommés par le président pour des mandats de six ans. Le renouvellement de la chambre a lieu par tiers tous les deux ans.
Trois membres dont au moins une femme sont nommés par le président du Népal sur recommandation du gouvernement. Les autres membres de l'assemblée sont élus de manière indirecte par les élus des provinces et des municipalités, à raison de 8 sièges pour chacune des sept provinces du Népal, dont trois réservés aux femmes, un aux intouchables, et un aux handicapés ou membres d'une minorité. Les sièges ordinaires et ceux réservés aux femmes sont pourvus selon un système à finalité proportionnelle, le vote à second tour instantané, tandis que les deux autres le sont au scrutin uninominal majoritaire à un tour. Le collège électoral est composé des membres des sept assemblées provinciales, ainsi que des maires, maires adjoints et autres membres de l’exécutif des communes de chaque province. Les voix des élus au niveau provincial ont un « poids » de quarante-huit et celles des autres de dix-huit. Il y a cependant plus d'élus municipaux que provinciaux. En 2018 par exemple, sur 2 056 grands électeurs participant au scrutin, 550 étaient membres d'une assemblée provinciale tandis que 1 506 étaient des élus municipaux. Des bulletins de couleurs différentes sont utilisés pour les différencier plus facilement : vert pour les élus des provinces et rouge pour ceux des municipalités.
En pratique, le renouvellement des 59 membres de l'assemblée ayant lieu par tiers, seuls 19 ou 20 d'entre eux sont renouvelés tous les deux ans. Dans chacune des sept provinces, un siège ordinaire et un siège réservé aux femmes sont remis en jeu, soit 14 sièges. La plupart des provinces ne renouvèlent que ces derniers, une ou plusieurs provinces renouvelant également un siège réservé aux intouchables ou un siège réservé aux handicapés ou membres d'une minorité. Une province peut plus rarement être amenée à renouveler les quatre types de sièges lors d'un même scrutin, ce qui amène ainsi les électeurs à remplir quatre bulletins séparés.
Sur les bulletins concernant les sièges pourvus au vote à second tour instantané, les électeurs classent les candidats qu'ils souhaitent voir élus par ordre de préférence en écrivant le chiffre 1, 2 ou 3 à côté de leur nom. Les bulletins comportant plus de trois préférences sont considérés comme nuls. Lors du dépouillement, le candidat qui réunit la majorité absolue des voix dans sa circonscription est élu. A défaut, le candidat arrivé en dernier est éliminé, et les secondes préférences de ses électeurs sont répartis aux autres candidats. L'opération est répétée jusqu'à ce qu'un candidat obtienne de manière cumulée la majorité absolue.
Pour les bulletins concernant les autres sièges, pourvus au scrutin uninominal majoritaire à un tour, les électeurs votent en cochant le nom d'un seul candidat. Le candidat ayant réuni le plus de voix est élu.
| Électeurs   | Province | Province | Province | Province | Province | Province | Province      |
| Électeurs   | Koshi    | Madhesh  | Bagmati  | Gandaki  | Lumbini  | Karnali  | Sudurpashchim |
| ----------- | -------- | -------- | -------- | -------- | -------- | -------- | ------------- |
| Provinciaux | 93       | 107      | 110      | 60       | 87       | 40       | 53            |
| Municipaux  | 274      | 272      | 238      | 170      | 218      | 158      | 176           |
| Total       | 367      | 379      | 348      | 230      | 305      | 198      | 229           |

### Mise en place en 2018
Lors de la mise en place de l'assemblée en 2018 la totalité des 59 sièges a exceptionnellement été pourvue en une fois, en accord avec l'article 86-3, afin d'assurer la transition. Par tirage au sort, un tiers des membres ont vus leur mandat expirer après deux ans seulement, et un autre tiers après quatre ans. Les renouvellements par tiers ont ainsi pu être mis en œuvre jusqu'à l'achèvement du processus lors du scrutin de 2024. Le scrutin de 2018 a notamment conduit à l'utilisation du scrutin à vote unique transférable au lieu du vote à second tour instantané, plusieurs candidats ayant été en lice pour plusieurs sièges ordinaires et réservés aux femmes dans chacune des provinces.

### Conditions de candidature
Pour être candidat, les conditions suivantes doivent être réunies : il faut être citoyen du Népal, avoir au moins 35 ans, être inscrit sur les listes électorales, ne pas avoir de casier judiciaire, ne pas être sujet à une inéligibilité issue d'une loi fédérale, ne pas occuper de poste dont la rémunération est assurée par le gouvernement népalais, et s'enregistrer en tant que candidat auprès de la Commission électorale népalaise (CEN).
Les candidats peuvent se présenter en indépendants, ou bien sous l'étiquette d'un parti, sous réserve que celui-ci se soit lui-même fait enregistrer auprès de la CEN.